# بيت الجريبة (الوضيع)

تعديل مصدري - تعديل

بيت الجريبه هي إحدى قرى عزلة  الوضيع بمديرية الوضيع التابعة لمحافظة أبين، بلغ تعداد سكانها 129 نسمة حسب تعداد اليمن لعام 2004.